# Plaza del Obradoiro
La plaza del Obradoiro (en gallego, praza do Obradoiro) es la principal y más famosa de la capital gallega, Santiago de Compostela. En ella destacan edificios emblemáticos como el palacio de Rajoy, el hospital de los Reyes Católicos, el colegio de San Jerónimo o la propia catedral de Santiago de Compostela.

## Edificios
La plaza del Obradoiro es el corazón de Santiago de Compostela, su nombre hace alusión al taller u obrador de canteros que funcionaba en la parte posterior de la catedral durante su construcción. A ella llegan cada día hoy cientos de peregrinos. En el centro de esta bella plaza se encuentra el kilómetro 0 de todos los caminos a Santiago. Los edificios que la rodean son muestras de diferentes estilos arquitectónicos. Al este, la fachada barroca de la catedral flanqueada por el museo de la catedral a su derecha y el palacio de Gelmírez a su izquierda.
Al oeste de la plaza, se encuentra el palacio de Rajoy, hoy casa consistorial (además de otros usos), levantado por el arzobispo Bartolomé de Rajoy para dar cabida a la residencia de los canónigos. Al norte, el Hostal de los Reyes Católicos, obra cumbre del estilo plateresco que servía antiguamente de cobijo a los peregrinos. Al sur, el colegio de San Jerónimo, que pasó de ser un hospital de peregrinos a una residencia de jóvenes estudiantes sin recursos. Actualmente alberga el rectorado de la Universidad de Santiago de Compostela.